# Млиновець
Млиновець (пол. Młynowiec, нім. Mühlbach) — село в Польщі, у гміні Строни-Шльонські Клодзького повіту Нижньосілезького воєводства.
Населення — 22 особи (2011).
У 1975-1998 роках село належало до Валбжиського воєводства.

## Демографія
Демографічна структура станом на 31 березня 2011 року:
|          | Загалом | Допрацездатний вік | Працездатний вік | Постпрацездатний вік |
| -------- | ------- | ------------------ | ---------------- | -------------------- |
| Чоловіки | 13      | 2                  | 11               | 0                    |
| Жінки    | 9       | 2                  | 6                | 1                    |
| Разом    | 22      | 4                  | 17               | 1                    |